# Bataille de Dry Lake
Guerre des Modocs
Batailles
Guerre des Modocs :
- Lost River
- Stronghold (1re)
- Stronghold (2de)
- Sand Butte
- Dry Lake

La bataille de Dry Lake est le dernier affrontement majeur de la guerre des Modocs. Elle eut lieu le 10 mai 1873 près des Lava Beds en Californie.
Déterminés à capturer les Modocs et mettre fin au conflit après leur déroute à la bataille de Sand Butte (en) en avril précédent, les militaires américains prennent la direction des Lava Beds pour les y déloger. Alors qu'elles ont stoppé près d'une étendue d'eau boueuse appelée Dry Lake, les troupes conduites par le capitaine H. C. Hasbrouck sont attaquées par surprise par les guerriers de Kintpuash. Hasbrouck parvient à rallier ses hommes et à contre-attaquer, repoussant les Amérindiens. Les soldats s'emparent alors d'une grande partie des munitions des Modocs, les laissant avec peu de ressources.